# Valeriu Bularca
Valeriu Bularca  (n. 14 februarie 1931, Întorsura Buzăului, România – d. 7 februarie 2017, Brașov, România) a fost un luptător român, campion mondial în 1961 și laureat cu argint la Jocurile Olimpice de vară din 1964 de la Tokyo. A câștigat de șase ori titlul național.
S-a apucat de lupte în anul 1947 la clubul „Steagul Roșu” din Brașov sub conducerea lui Ion Mureșan, apoi s-a transferat la CSȘ Dinamo din același oraș. S-a alăturat lotului national în 1953. În 1961 a devenit primul luptător român campion mondial din cadrul Campionatului Mondial de la Yokohama. Pentru această realizare a fost numit Maestru Emerit al Sportului. Trei ani mai târziu a fost vicecampion olimpic la Tokyo, titlul olimpic fiind cucerit de turcul Kazım Ayvaz.
După ce a absolvit IEFS a devenit antrenor de lupte la Brașov. Numele său a fost dat unei săli de sport din Întorsura Buzăului.

## Distincții
- Ordinul „Steaua Republicii Populare Romîne” clasa a III-a (19 august 1961) „pentru rezultate deosebite în activitatea sportivă”[5]

## Legături externe
Materiale media legate de Valeriu Bularca la Wikimedia Commons
- Valeriu Bularca la Comitetul Olimpic și Sportiv Român (arhivat)
- en Valeriu Bularca la Olympedia.org